# Sergentomyia kalaharia
Sergentomyia kalaharia är en tvåvingeart som beskrevs av Davidson 1979. Sergentomyia kalaharia ingår i släktet Sergentomyia och familjen fjärilsmyggor. Inga underarter finns listade i Catalogue of Life.